# Amygdali (Karditsa)
Amygdali  este un oraș în Grecia în prefectura Karditsa.